# Kalabrien
Kalabrien (italienisch Calabria; kalabresisch Calàbbria) ist die südlichste Region des italienischen Festlandes. Bildlich gesprochen nimmt es die Stiefelspitze der Italienischen Halbinsel ein. Es hat eine Fläche von 15.080 km² und 1.838.568 Einwohner (Stand 31. Dezember 2023). Die Hauptstadt der Region ist Catanzaro.

## Geografie

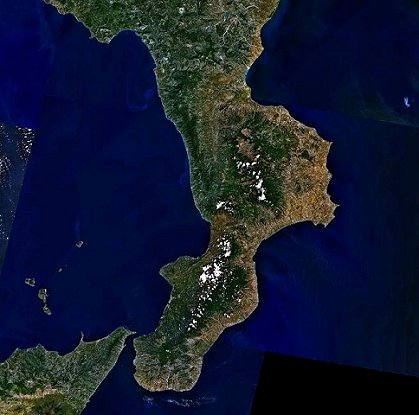
Kalabrien, Luftbild der NASA

Kalabrien grenzt im Norden an die Basilikata, im Westen an das Tyrrhenische Meer und im Süden und Osten an das Ionische Meer. Die Küste erstreckt sich über eine Länge von 780 km. Die Straße von Messina trennt Kalabrien von der Insel Sizilien.
Kalabrien ist fast vollständig von Gebirgszügen bedeckt. Im Süden liegt der Aspromonte mit dem Montalto (1955 m). Es folgen die Gebirge der Sila und der Serre und im Norden das Massiv des Pollino mit dem höchsten Berg der Region, dem Serra Dolcedorme (2267 m).
Kalabrien wird von zahlreichen Flüssen durchzogen, die allerdings in den Sommermonaten kein Wasser führen. Der längste Fluss ist der Crati, der als einziger ganzjährig Wasser führt. Zu den größten Seen zählen die Stauseen Lago di Cecita, Lago Arvo und Lago Ampollino.
Vor allem die südlichen Gebiete Kalabriens sind bedingt durch die Messina-Verwerfung immer wieder Erdbeben ausgesetzt. Am 5. Februar 1783 ereignete sich im südlichen Teil ein Erdbeben, das rund 300 Dörfer zerstörte und etwa 30.000 Menschen das Leben kostete. Nachbeben folgten am 6. und 7. Februar und am 1. und 28. März. Es ist eines der am besten dokumentierten und untersuchten historischen seismischen Ereignisse in Italien und ging auch in die Forschungen von Giuseppe Mercalli ein.  Das Erdbeben von Messina 1908 zerstörte Reggio Calabria nahezu vollständig.

## Klima
In Kalabrien gibt es drei Klimazonen. Am Tyrrhenischen Meer im Westen herrscht subtropisches Klima mit wenig Niederschlägen in den Wintermonaten. Am Ionischen Meer herrscht heißes, trockenes und niederschlagsarmes Klima vor. In den Höhenlagen der Gebirgszüge ist es im Vergleich zu den Küstenregionen kühler, in den Wintermonaten fällt Schnee bis auf 1200 Meter. Die Durchschnittstemperaturen liegen je nach Gebiet zwischen 7 °C und 15 °C im Januar und zwischen 26 °C und 34 °C in den Monaten Juli und August.
Selten gibt es Bodenfrost und es kann im Januar schon mal an die 20 °C gehen. Ebenso liegt im Sommer die Temperatur immer über 30 °C und erreicht auch oft die 40 °C. Nachttemperaturen von mehr als 25 °C sind ganz normal für diese Region. Wochenlange Dürreperioden und Waldbrände sind während des Hochsommers nicht selten.
Kalabrien hat 320 Sonnentage im Jahr und gehört damit zu den sonnigsten Regionen Europas.

## Flora und Fauna
Die Region verfügt über einen reichen Baumbestand mit zum Teil jahrhundertealten Buchen- und Pinienwäldern.
Die dichtesten Waldgebiete Italiens liegen im Aspromonte. Dort gedeiht auch die für Kalabrien typische Zitruspflanze Bergamotte. Im Pollinogebirge ist die Lorica-Kiefer heimisch, eine der ältesten Baumarten Europas. In den Wäldern leben Wölfe, Wildkatzen, Schlangen und Greifvögel. Der für die Berge der Sila und der Serra typische Baum ist die Schwarzkiefer, die bis zu 50 m hoch wird. Die Wälder dieser Gegend sind auch bekannt für ihren Pilzreichtum. Hier sind vorwiegend Füchse, Hasen und Wildschweine beheimatet. In den Küstenregionen gedeihen Palmen, Kakteen, Opuntien, Agaven, Pinien, Oliven-, Zitronen- und Orangen- sowie Eukalyptusbäume.
Um Flora und Fauna zu schützen, wurden drei Regionalparks eingerichtet. Der Parco Nazionale del Pollino im Norden erstreckt sich bis in die Basilikata.
Südlich liegen der Parco Nazionale della Sila und der Parco Nazionale dell’Aspromonte.

## Geologie
Kalabrien ist zum großen Teil eine Gebirgsregion. Das „Kalabrische Gebirge“ beschreibt im Südwesten Italiens einen Bogen, den „Kalabrischen Bogen“. Dieser verbindet die Apenninen, also das orografische „Rückgrat“ Italiens, mit den Maghrebiden, dem Hochgebirgszug im Norden Siziliens.
Das kalabrische Gebirge ist dreigeteilt in die Sierra Dolcedorme im Norden, das Silagebirge in der Mitte Kalabriens und den Aspromonte im Südwesten der Region. Ein Teil reicht sogar über die Straße von Messina hinüber und bildet mit den Monti Peloritani die Nordostecke Siziliens. Das Kalabrische Gebirge bildet jedoch geologisch eine Einheit. Es besteht überwiegend aus paläozoischen Graniten und Gneisen. Stellenweise sind mesozoische bis miozäne Deckschichten vorhanden.

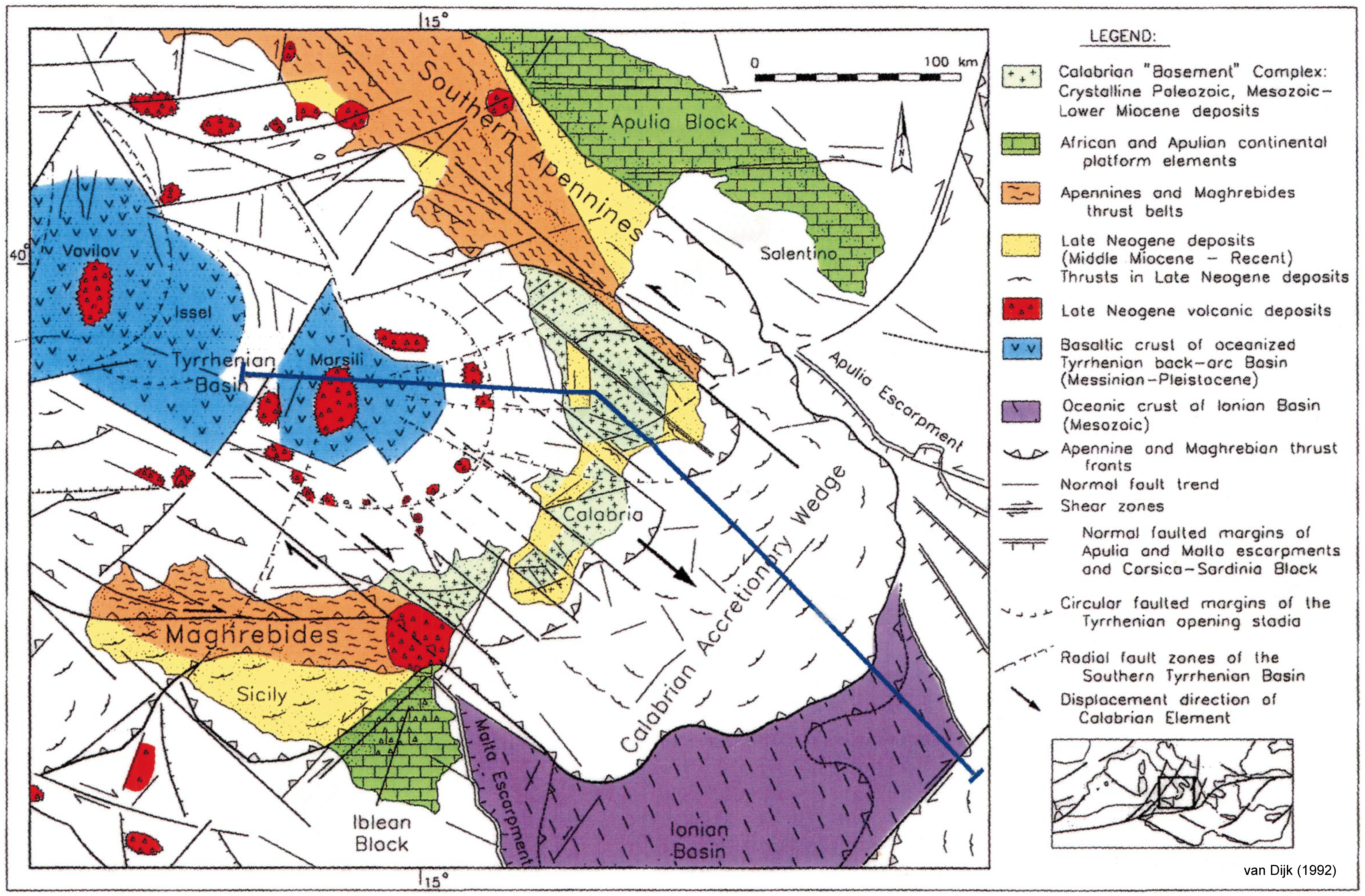
Geotektonische Karte des zentralen Mittelmeergebietes und des kalabrischen Bogens; die blaue Linie zeigt die Position des Querschnittes an; aus van Dijk (1992)

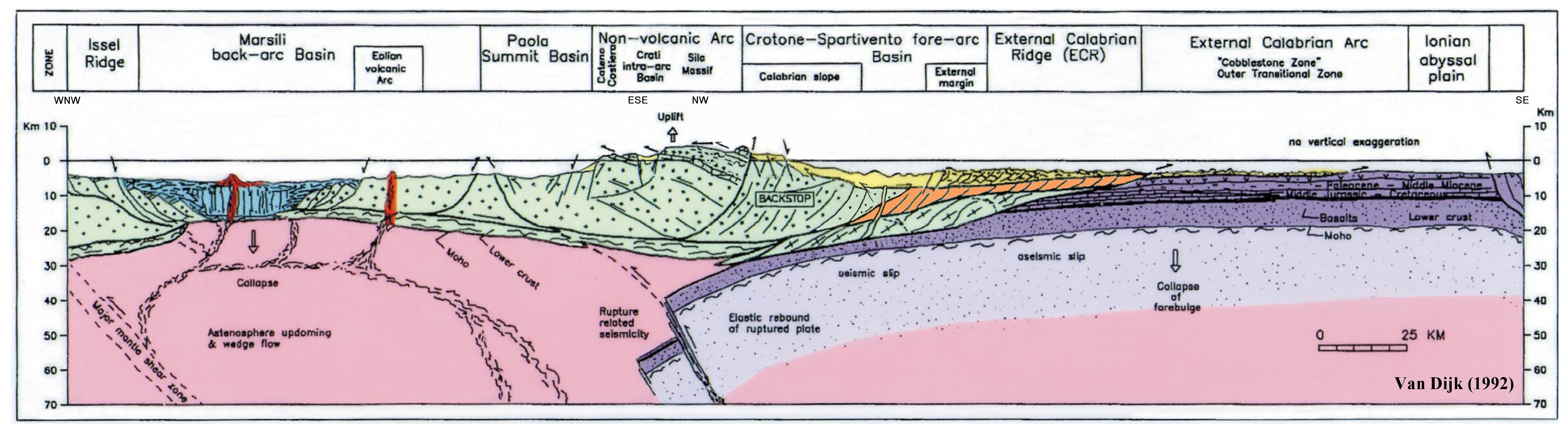
Geotektonischer Querschnitt des kalabrischen Bogens; links: Nordwesten, rechts: Südosten; aus van Dijk (1992)

Die Küstenregionen und die Täler des Crati, Neto und kleinerer Flüsse werden von Sedimenten des Mittleren Miozän bis hin zu holozänen Sedimenten geprägt. Das kalabrische Gebirge entstammt der variskischen Gebirgsbildungsphase, ist also älter als die im Norden und Südwesten anschließenden Apenninen und Maghrebiden. Seit seiner Heraushebung findet auch ein stetiger Abtrag des Gebirges statt. Der Abtragungsschutt wurde seither vor allem im Westen des Ionischen Meeres abgelagert, zum Teil auch in die Hebung des Gebirges mit einbezogen. Die Nordostgrenze folgt einer sogenannten Transformstörung, einer geologischen Störungszone, an der sich die beiden angrenzenden Kontinentalplatten gegeneinander verschieben. Im Südosten des Kalabrischen Gebirges kommt es zur Subduktion, also zum Absinken von basaltischem Ozeanboden der Afrikanischen Platte unter die aus leichteren Materialien bestehende Adriatische Platte. Die Subduktion der Afrikanischen Platte hat zur Heraushebung des Kalabrischen Gebirges geführt. Studien haben ergeben, dass diese Gesteine der oberen Schichten einen Haufen von Deckschichten, der Apennin und die sizilianischen Maghrebiden, formen.
Die neogene Evolution des zentralen Mittelmeer-Systems wird dominiert von der Migration des kalabrischen Bogens nach Südosten, wo dieser die afrikanische Platte und ihren Promontori überschiebt (Argand, 1916; Boccaletti und Guazzone, 1972). Die wichtigsten tektonischen Elemente des kalabrischen Bogens sind die südlichen Apenninen, der „Kalabrien-Peloritani“, oder einfach „kalabrische Block“ und die sizilianischen Maghrebiden. Das Bergvorland besteht aus der Apulien-Plattform, die Teil der Adria-Platte ist, und die Ragusa- oder Hybleische-Plattform, die eine Verlängerung der Afrikanischen Platte bildet. Diese Plattformen werden von den Becken des Ionischen Meeres getrennt. Das Becken des Tyrrhenischen Meeres wird als Backarc-Becken bezeichnet. Dieses Subduktions-System zeigt, wie die südliche Platte mit afrikanischer Affinität unterhalb der nördlichen Platte mit europäischer Affinität abtaucht.
Im Moment ist das Gebiet seismisch und vulkanisch hochaktiv. Dies wird allgemein der Wiederherstellung eines Gleichgewichts nach der jüngsten (Mitte Pleistozän) Deformationsphase zugeschrieben.

## Geschichte

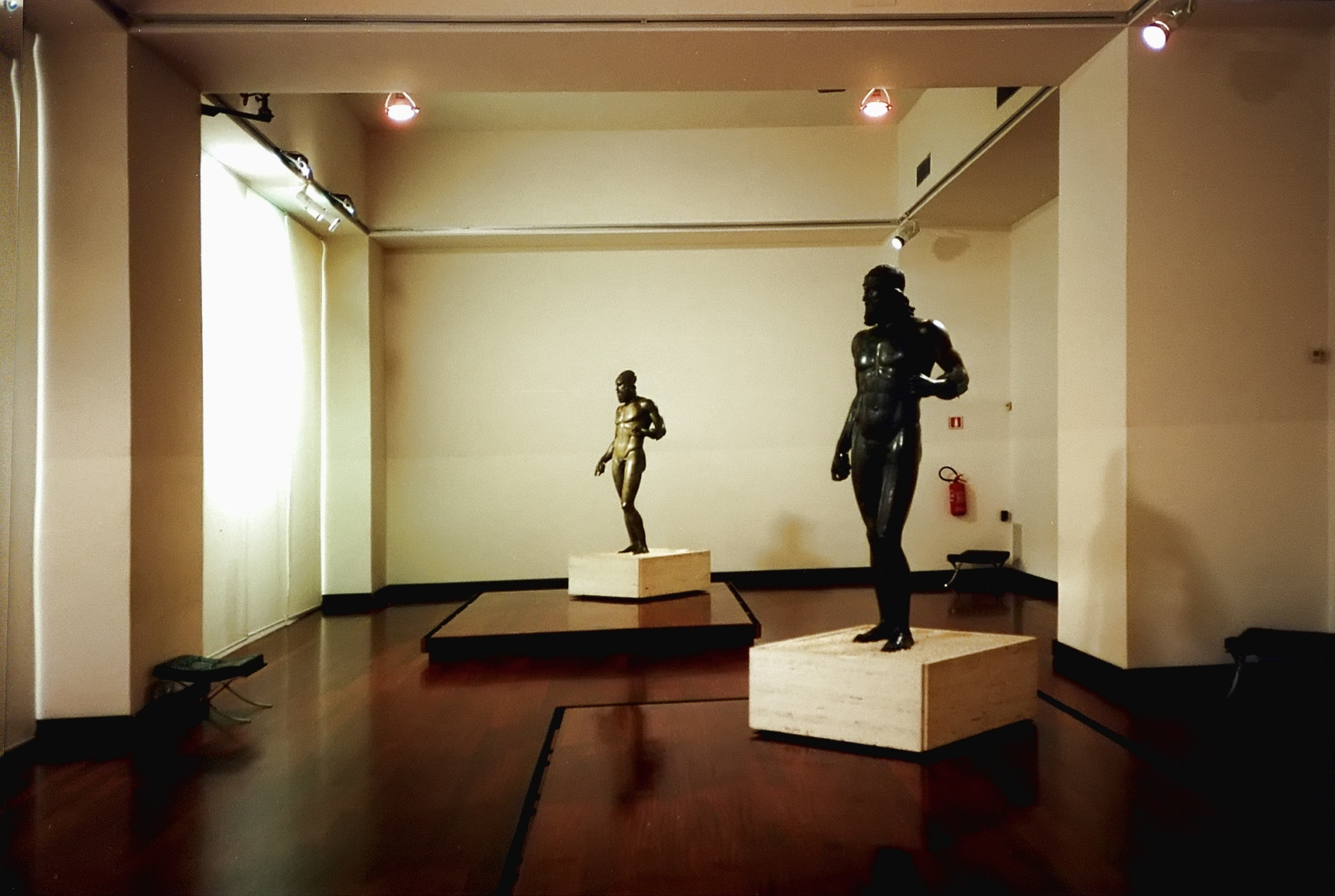
Bronzestatuen von Riace

Fundstücke und Steinritzzeichnungen (z. B. in der Grotta del Romito) belegen, dass Kalabrien spätestens im Jungpaläolithikum durch Menschen besiedelt war. Die Jäger und Sammler der nacheiszeitlichen Phase, dem Mesolithikum, ernährten sich zunehmend von Fisch, wie Untersuchungen in der Grotta della Madonna erwiesen.
Die früheste bäuerliche Besiedlung lässt sich in der Zeit um 6000 v. Chr. entlang der Küstensäume von Apulien, Basilikata und Kalabrien nachweisen, die sich entlang der Flüsse ins Inland ausdehnte. Kupfer wurde ab etwa 3500 v. Chr. bei Cosenza gewonnen. Auch beim Eisen war auf der italienischen Halbinsel Kalabrien eine der frühesten Regionen, wie Überreste aus Broglio di Trebisacce erweisen. Die Milazzese-Kultur auf den Liparischen Inseln, nahe verwandt mit den Kulturen auf Sizilien, die nach Kalabrien ausstrahlte, entwickelte sich ab dem späten 3. Jahrtausend v. Chr.
In der mittleren bis zur End-Bronzezeit (etwa 1700–950 v. Chr.) entstanden größere, teils befestigte Siedlungen. Weiterhin bestand ein Handel mit anderen Regionen Süditaliens und Siziliens, aber auch Kontakte zum östlichen Mittelmeerraum, die durch Funde ägäischer und zypriotischer Herkunft, insbesondere durch Mykenische Keramik, gut belegt sind (z. B. in Punta di Zambrone und Broglio di Trebisacce, bei Trebisacce). Ab dem späten 8. Jahrhundert v. Chr. wurden mit Einsetzen der griechischen Kolonisation die ursprünglichen Bewohner ins Landesinnere zurückgedrängt, so entstand etwa Reggio. Bis 500 v. Chr. waren alle Orte an der Küste griechisch.
Bereits vor dem Ersten Punischen Krieg eroberte Rom kalabrische Städte (u. a. Rhegium), nach dem Zweiten Punischen Krieg wurde Kalabrien römische Provinz. Im Altertum hieß das heutige Gebiet Kalabriens Bruttium. Mit Calabria wurde der Stiefelabsatz Italiens bezeichnet, die Halbinsel Salento in Apulien. Diese Bezeichnung wurde im frühen Mittelalter, als beide Gebiete unter byzantinische Herrschaft gerieten und verwaltungsmäßig eine Einheit bildeten, auf das bisherige Bruttium übertragen. Vom 6. bis ins 11. Jahrhundert blieb Kalabrien byzantinisch, doch die Küstenorte wurden immer wieder von Sarazenen geplündert.
Im 11. Jahrhundert wurde Kalabrien von Normannen erobert. Ab 1130 zählte es unter Roger II. zusammen mit anderen süditalienischen Gebieten zum Königreich Sizilien. Ende des 13. Jahrhunderts fiel das süditalienische Festland unter die Herrschaft der Anjou und bildete das Königreich Neapel. In den folgenden Jahrhunderten kam das Königreich unter die Kontrolle der Krone Aragon, der Habsburger und der Bourbonen.
Im Zuge des Risorgimento gelangte es 1861 zum vereinten Königreich Italien. In den folgenden Jahren kam es immer wieder zu Auseinandersetzungen mit Briganten, die sich gegen die neuen Machthaber auflehnten. Wirtschaftliche Not führte Ende des 19. Jahrhunderts dazu, dass jeder dritte Einwohner Kalabrien verließ.
1946 wurde Italien eine Republik und Kalabrien eine italienische Region. In den 1960er Jahren emigrierten 338.000 weitere Kalabresen, um im Norden Italiens oder im Ausland Arbeit zu finden.

## Verwaltung und Bevölkerung

Die Provinzen und die Metropolitanstadt Kalabriens

Kalabrien ist unterteilt in vier Provinzen und eine Metropolitanstadt. Die Metropolitanstadt Reggio Calabria liegt am südlichsten, ihr schließen sich nordwestlich die flächenmäßig kleinste Provinz Vibo Valentia und nordöstlich die Provinzen Catanzaro und Crotone an. Nördlichste und größte Provinz ist Cosenza. Die Hauptstadt der Region ist Catanzaro. Der Regierungssitz liegt in Reggio Calabria.
Die Bevölkerung ist vorwiegend römisch-katholisch, wobei die Marienverehrung und die Verehrung Schutzheiliger im Vordergrund stehen. Die Kirchenregion Kalabrien umfasst drei Kirchenprovinzen und insgesamt zwölf Diözesen.
Neben italienisch werden mehrere Dialekte gesprochen, in einigen Orten des Aspromonte grecanisch und im Nordwesten Kalabriens auch ein okzitanischer Dialekt. Eigene Traditionen werden in den Orten mit vorwiegend albanischer Bevölkerung (Arbëreshe) gepflegt. Die Siedlungen liegen alle nah beieinander, so dass man eigentlich von einer kleinen albafonischen Sprachinsel sprechen kann. Hauptsächlich liegen diese zwischen dem Pollinomassiv und Golf von Tarent (Nordosten der Region).
Zu den international bekannten Persönlichkeiten Kalabriens zählen u. a. der Modedesigner Gianni Versace und der Fußballspieler Gennaro Gattuso.
| Provinz bzw. Metropolitanstadt | Hauptstadt      | ISO   | Gemeinden | Einwohnerzahl (31. Dezember 2023) | Fläche (km²) | Bevölkerungs- dichte (Einw./km²) |
| ------------------------------ | --------------- | ----- | --------- | --------------------------------- | ------------ | -------------------------------- |
| Catanzaro                      | Catanzaro       | IT-CZ | 80        | 340.659                           | 2.391,35     | 142                              |
| Cosenza                        | Cosenza         | IT-CS | 150       | 670.368                           | 6.649,96     | 101                              |
| Crotone                        | Crotone         | IT-KR | 50        | 161.902                           | 1.716,58     | 94                               |
| Reggio Calabria                | Reggio Calabria | IT-RC | 97        | 515.153                           | 3.183,19     | 162                              |
| Vibo Valentia                  | Vibo Valentia   | IT-VV | 50        | 150.486                           | 1.139,47     | 132                              |
| Kalabrien                      | Catanzaro       | IT-78 | 427       | 1.838.568                         | 15.080,55    | 122                              |

## Wirtschaft
Haupterwerbsquelle in Kalabrien sind die Land- und Forstwirtschaft. In den fruchtbaren Ebenen an den Küsten und in den Flusstälern gedeihen Zitrusfrüchte, Oliven und eine Vielzahl anderer Obst- und Gemüsesorten wie beispielsweise rote Zwiebeln (Cipolla rossa di Tropea).
Mit einem BIP pro Kopf von 17.600 Euro, was nur 59 % des EU-Durchschnitts in Kaufkraftparität beträgt, ist Kalabrien die ärmste Region Italiens. Mit einem Wert von 0,850 erreicht Kalabrien Platz 18 unter den 20 Regionen Italiens im Index der menschlichen Entwicklung.
Die Beschäftigungsquote ist in der Region Kalabrien im Jahre 2019 im Vergleich zum Vorjahr (−0,1 %) im Wesentlichen unverändert geblieben und hat sich auf 42,0 % eingependelt, sie liegt noch rund drei Prozentpunkte unter dem Stand vor der Krise 2007 und weist ein negatives Gefälle von 17 Prozentpunkten im Vergleich zum Rest von Italien auf. Das geschlechtsspezifische Gefälle, das ohnehin über dem italienischen Durchschnitt liegt, hat weiter zugenommen. Während sich die weibliche Beschäftigungsrate um 2,3 % verringert hat, ist die männliche Beschäftigung um 1,2 % gestiegen. In der Altersgruppe zwischen 35 und 54 Jahren ist die Beschäftigung im dritten Jahr in Folge zurückgegangen. Dagegen haben die älteren Beschäftigten und in geringerem Umfang die in der Altersgruppe zwischen 15 und 34 Jahren zugenommen. Die Arbeitslosenquote unter den Personen im Alter zwischen 15 und 74 Jahren betrug 21 % (−0,6 % im Vergleich zum Vorjahr), der neunthöchste Wert unter allen europäischen Regionen. Die Quote der jungen Menschen zwischen 18 und 29 Jahren, die keine Schule besuchen, keiner Arbeit nachgehen und keine Berufsausbildung absolvieren, ist auf 41,1 % (von 42,2 % im Jahr 2018) zurückgegangen, liegt jedoch im Vergleich zum italienweiten Wert weiter um 15 Prozentpunkte höher. Unter allen Regionen Italiens hatte Kalabrien damit die höchste Arbeitslosigkeit.

### Zitrusfrüchte

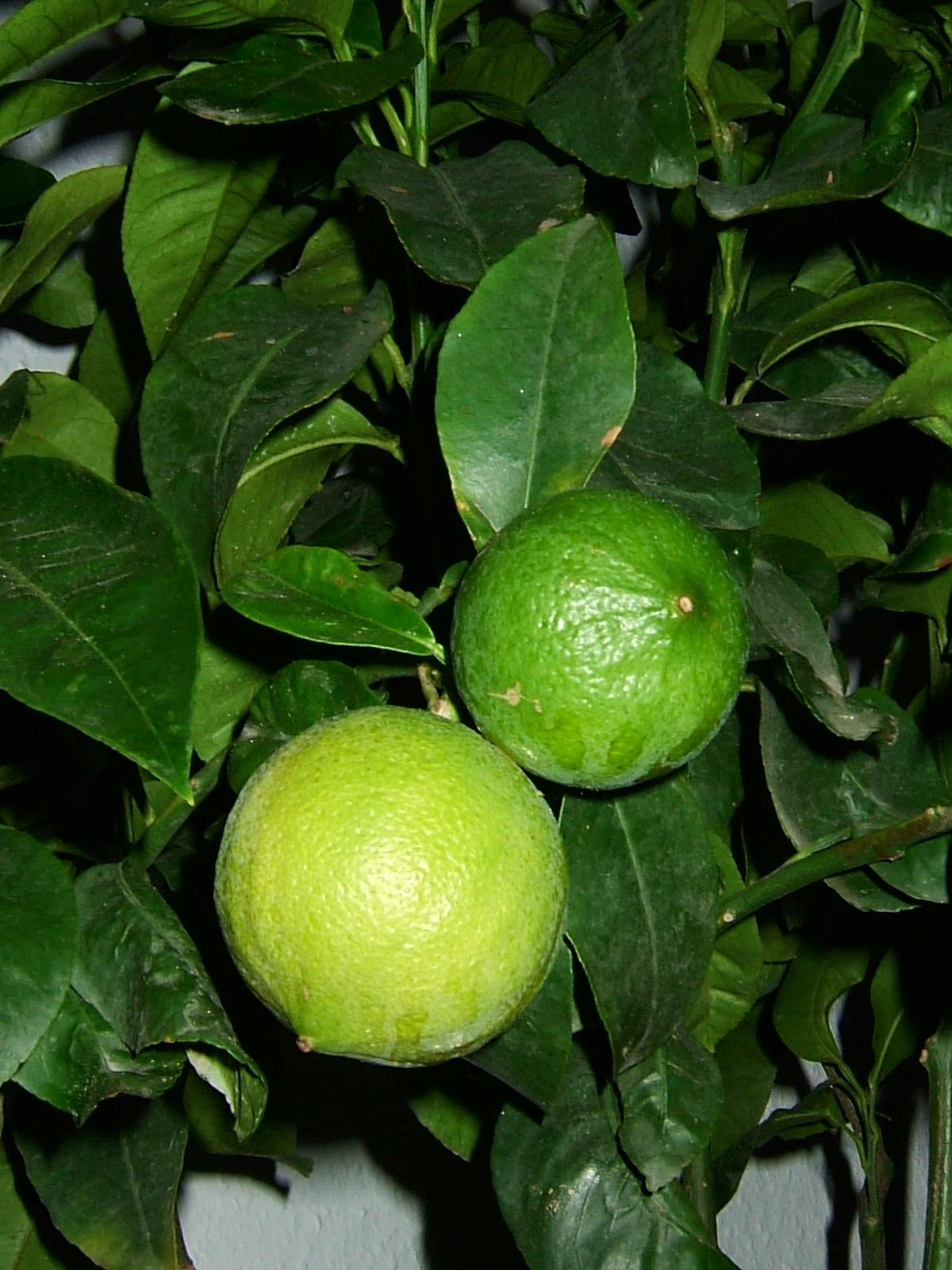
Früchte der Bergamotte

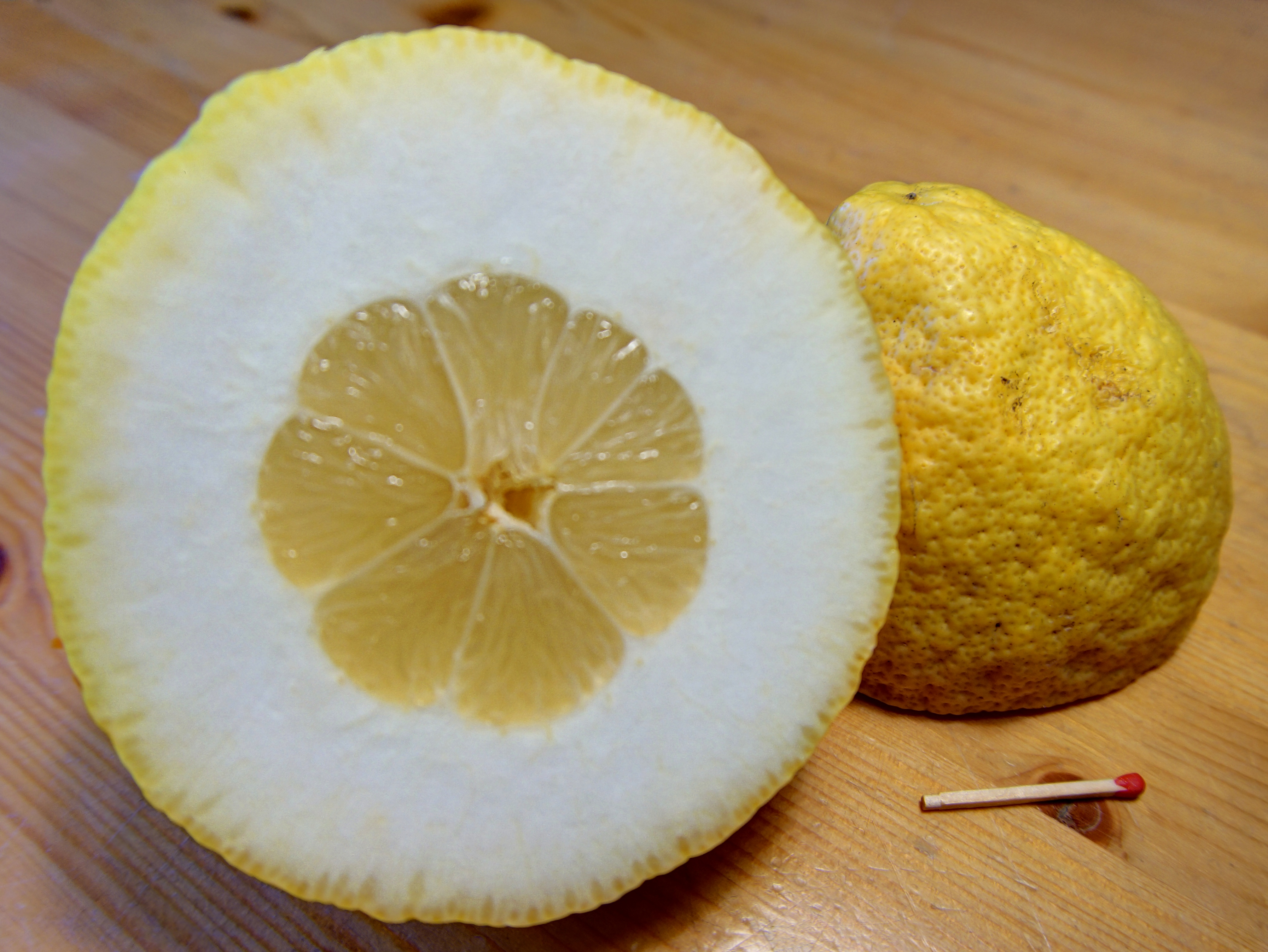
Halbierte Zitronatzitrone
Durchmesser 12 cm

Eine besondere Bedeutung hat in Kalabrien der Anbau von speziellen Zitrusfrüchten: Die Bergamotte, eine kleine saure Orangenform, wird hier schwerpunktmäßig entlang eines schmalen, etwa 100 Kilometer langen Küstenstreifens zwischen dem Ionischen und dem Tyrrhenischen Meer von Villa San Giovanni bis nach Gioiosa Ionica angebaut. Die Region zeichnet sich durch extreme Wetterbedingungen aus. Bergamotten dienen in der Regel nicht dem Verzehr, sondern aus ihnen wird Bergamottöl, das sogenannte „Grüne Gold“, gewonnen. Es wird in der Kosmetikindustrie verarbeitet, ist wesentlicher Bestandteil des Kölnisch Wassers und wird zum Parfümieren von Tees wie dem Earl Grey verwendet. 90 Prozent der Weltproduktion an Bergamottöl kommen aus dieser Region. Der erste großflächige Anbau erfolgte um 1750, als der italienische Cavaliere Nicola Parisi die erste Bergamott-Plantage anpflanzte. Um 1850 gab es in Kalabrien rund 1250 Hektar, die mit Bergamottbäumen bepflanzt waren. Seit 1999 darf kalabrisches Bergamottöl außerdem die Denominazione d’Origine Protetta, kurz DOP tragen.
In Kalabrien werden außerdem Zitronatzitronen angebaut, die vermutlich erste Zitrusfrucht, die auf dem europäischen Kontinent gezogen wurde. Es ist außerdem die einzige Region, in der die Diamante-Zitronatzitrone (italienisch Cedro ldi Diamante Citrus medica var. vulgaris bzw. Citrus medica cv. diamante) eine glatthäutige Form der Zitronatzitrone angebaut wird. Das Gebiet, in der diese Sorte der Zitronatzitrone angebaut wird, erstreckt sich entlang der nordkalabrischen Küste zwischen Tortora und Belvedere Marittimo. Die Diamante-Zitronatzitrone trägt ihren Namen nach dem kalabrischen Städtchen Diamante.

### Weinbau
Auch der Weinbau spielt eine Rolle. Besonders die DOC-Regionen (Denominazione d’Origine Controllata) bei Cirò, Lamezia Terme, im Savutotal und bei Reggio Calabria bringen gute Rot-, Rosato- und Weißweine hervor. Neben der Landwirtschaft spielen die Forstwirtschaft, der Fischfang, die Viehhaltung und die Produktion verschiedener Käsesorten eine wichtige Rolle.

### Andere Industrien
Es werden Schwefel und Steinsalz abgebaut. Industrie entwickelte sich in Kalabrien erst nach Wirtschaftsreformen in den 1970er Jahren, spielt aber nach wie vor eine untergeordnete Rolle. Große Hoffnungen ruhen auf dem Tourismus, der in letzter Zeit besonders durch den Flughafen Lamezia Terme einen Aufschwung erlebte. Vor allem die Region um Tropea und Capo Vaticano ist touristisch mit Hotels in jeder Kategorie perfekt erschlossen.

### Wichtige Arbeitgeber und Unternehmen der Region
Unter den wichtigsten Arbeitgebern sind Folgende zu nennen:
- In der Provinz Catanzaro liegt ein Werk der Gruppe Abramo für Grafikdrucke und logistische Dienstleistungen, auch im Bereich der digitalen Kundenbetreuung und des Multichannel-Kundenservice vom reaktiven zum prädiktiven CC-Management. Die Abramo-Gruppe wurde 1908 von Giovanni Abramo unter dem Namen Tipografia Popolare gegründet. 2009 expandierte die Abramo Group zunächst in Albanien und 2014 in Deutschland mit der Übernahme von XCSE, jetzt Abramo Deutschland.[15]

- Agrumaria Reggina ist ein Familienunternehmen in Reggio Calabria für den Anbau von und Handel mit Zitrusfrüchten. In Kalabrien werden Orange, Blutorange, Zitrone, Mandarine, Bergamotte, Grapefruit angebaut. Agrumaria Reggina wurde am 20. Februar 1985 von Francesco Chirico gegründet. Die Familie Chirico war seit den siebziger Jahren auf dem Lebensmittelmarkt durch die Herstellung und Lieferung von Verpackungen für Zitrusfrüchte präsent. Die erste, weltweite Expansion begann 2001 mit einem Internationalisierungsprozess in dreizehn weiteren Staaten (Algerien, China, Deutschland, Griechenland, Indien, Kenia, Pakistan, Saudi-Arabien, Singapur, Türkei, Tunesien, USA, Vereinigte Arabische Emirate). Im zweiten Schritt wurde die Produktionskapazität durch hohe Investitionen und mit der Verdopplung der Produktionsfläche der Fabrikanlage auf 20.000 Quadratmeter erhöht. Das heutige Unternehmen setzt sich mit der dritten Familiengeneration zusammen: Angela, Francesco, Domenico, Francesco, Felice Chirico. Die Handelsmengen des Obstes betragen pro Jahr: Orangen 100.000 Tonnen, Zitronen 80.000 Tonnen, Mandarinen und Clementinen 15.000 Tonnen, Bergamotte 4.000 Tonnen.[16]

- Reggio Calabria ist die Produktionsstätte des ehemaligen Schienenfahrzeugherstellers AnsaldoBreda, der heute zu Hitachi Rail Italy gehört. Hier werden moderne Regionalzüge und U-Bahnen gebaut und in mehrere Länder exportiert. In dem Unternehmen arbeiten 500 direkt Beschäftigte und es fehlt auch nicht an Zulieferfirmen.[17]

- Die Associazioni Latte calabresi - ASSO.LA.C. in Castrovillari ist eine landwirtschaftliche Genossenschaft, die 56 Mitglieder von Kuhmilcherzeugern und -verarbeitung vereint. Die Unternehmen sind in den vier kalabrischen Provinzen Catanzaro, Cosenza, Crotone und Vibo Valentia angesiedelt, die fast 75 % des regionalen Territoriums umfassen. Im Durchschnitt werden täglich über 1.400 Hektoliter Milch von rund 9.000 Mitgliedskühen an die Genossenschaft geliefert. Die Produkte werden zu 85 % in Kalabrien und zu 15 % außerhalb der Region verarbeitet. Etwa 70 % der über 50 Millionen Liter Rohmilch, die jährlich gesammelt und geliefert werden, sind regionaler Herkunft von kalabrischer Kuhmilch.[18]

- Die Firma Ca.Dis in der Provinz Cosenza ist seit 40 Jahren auf die Produktion von Behältern und Rollen aus Aluminium spezialisiert. Neben den bekannten Marken Ottima und Bonplan, die sich dem Massenverbrauch widmen, ist sie mit der Marke Alupack im professionellen Bereich (Gastronomie, Hotellerie und Eigenverbrauch von Vertriebsketten) präsent. Im Bereich der Papierverarbeitung entwickelt und entwirft das Unternehmen Kartonartikel. Zum Transport- und Logistiksektor der Ca.Dis S.r.l. gehört das Subunternehmen Global Trans, das aus 20 LKWs besteht.[19]

- Callipo in Vibo Valentia ist ein alteingesessenes Unternehmen zur Herstellung von Thunfischkonserven und Thunfisch in Gläsern, das im Jahr 1913 von Giacinto Callipo in Pizzo gründet wurde. Das Unternehmen war das erste in Kalabrien und eines der ersten Unternehmen in Italien, das Thunfisch des Mittelmeers verzinnte. Die Callipo-Gruppe ist mit über 400 Mitarbeitern im Haupt- und fünf Tochterunternehmen in den Bereichen Tourismus, Sport und Eiscremeproduktion tätig.[20]

- Fattoria Del Sole in Reggio Calabria ist die einzige handwerkliche Fabrik für frischen italienischen Käse in Kalabrien, die 1997 von dem Libanesen Naji Khairallah gegründet wurde. Fattoria del Sole produziert mehr als siebzehn verschiedene Käsesorten, darunter frischer Mozzarella, leichter Mozzarella, Burrata, Scamorza, Affumicata, Provolone, Ricotta, Taleggio, Gorgonzola, Strachino, Pecorino und Caprino.[21]

- ItalTractor Sud in Catanzaro ist ein Unternehmen der Titan International Inc Group, das weltweit führend in der Herstellung und im Vertrieb des kompletten Spektrums von Fahrwerkskomponenten (Ketten, Rollen, Leit- und Antriebsräder und Bodenplatten) und Unterwagen-Fahrwerkslösungen (für Bagger und Mobilkrane, Erdbewegungsmaschinen, Brechanlagen, Bohrgeräte und Kaltfräsen) ist.[22]

- Die 25.000 m² große Produktionsanlage von Mangiatorella-Mineralwasser liegt in einem vierzig Hektar großen Waldgebiet im Serre (Gebirge) bei Stilo. Das Unternehmen wurde 1904 von General Fazzari gegründet. Die Firma mit einem Jahresumsatz von 20 Millionen Euro beschäftigt 80 Angestellte und vertreibt jährlich 200 Millionen Liter Wasser.[23]

- Metal Carpenteria in Crotone, die zu den Industrie Meccaniche Cremonesi gehört, wurde 1975 gegründet und ist spezialisiert auf Bau und Montage von Komponenten für Industrieanlagen, darunter: Vorfertigung und Montage von Onshore-Bauwerken wie Gassammel- und Trennanlagen, Pump- und Drucktankstellen, Wasseraufbereitungsanlagen, Lagertanks mit festem oder schwimmendem Dach und Rohrleitungsverlegung. Im Portfolio stehen auch Anlagenwartungen an Industrieanlagen, Offshore-Plattformen, Raffinerien, chemischen und petrochemischen Anlagen, Dampferzeugungs- und Reinigungsanlagen, sowie die Vorfertigung, Konstruktion und Montage von leichten und schweren Stahlkonstruktionen einschließlich Bohrinseln und Schlammbehandlungsanlagen, von zivilen und industriellen elektrischen Anlagen.[24]

## Kriminalität
Der Einfluss der mafiösen ’Ndrangheta in Kalabrien ist sehr stark. Von den 82 Gemeinden landesweit, deren Gemeinderäte von der italienischen Regierung seit 1991 bis 2015 vermutlich aufgelöst wurden, weil es dem organisierten Verbrechen gelungen war, sie zu unterwandern, und die daraufhin unter Zwangsverwaltung gestellt wurden, sind 76 kalabresische Gemeinden. Die ’Ndrangheta erwirtschaftete 2011 vermutlich über drei Prozent des BIP bzw. 44 Milliarden Euro steuerfrei. Die Korruption führt zu einer fortwährenden Talentabwanderung in den Norden und in das Ausland.

## Verkehr
Kalabrien ist über die Autobahn A2 am Tyrrhenischen Meer und eine Bahnlinie mit den nördlichen Regionen Italiens verbunden. Außerdem verläuft entlang des Ionischen Meeres die SS 106 Jonica, die den Osten der Region mit dem Norden des Landes verbindet. Von den Flughäfen Lamezia Terme und Reggio Calabria verkehren täglich Linienflüge nach Rom und Mailand, in den Sommermonaten Charterflüge ins europäische Ausland. Von Villa San Giovanni und von Reggio Calabria aus verkehren Fähren nach Sizilien. Der geplante Bau einer Brücke über die Straße von Messina wird seit 2023 unter der Regierung von Giorgia Meloni wieder vorangetrieben.

## Kultur

### Architektur
Die Überreste antiker Bauwerke in Kalabrien sind u. a. in den Ausgrabungsstätten von Lokroi und Sybaris zu besichtigen. Auch das Museo Archeologico Nazionale di Reggio Calabria zeigt antike Architekturfragmente. Aus byzantinischer Zeit sind Kirchenbauten erhalten wie z. B. die Cattolica in Stilo, die Oratorien San Marco und Panaghia in Rossano und die Chiesa San Giovanello in Gerace. Unter normannischer Herrschaft entstanden neben weiteren Kirchenbauten auch zahlreiche Befestigungsanlagen. Dazu zählen die Kastelle von Vibo Valentia, Nicotera, Cosenza und Crotone. Auf Grund schwerer Erdbeben wurden viele historische Bauten zerstört und wieder neu aufgebaut. Ein Beispiel neoromanischer Architektur ist die Kathedrale von Reggio Calabria, die nach dem Erdbeben 1908 neu erbaut wurde.

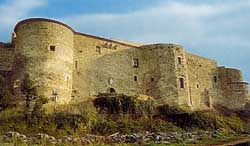
Normannenkastell in Vibo Valentia
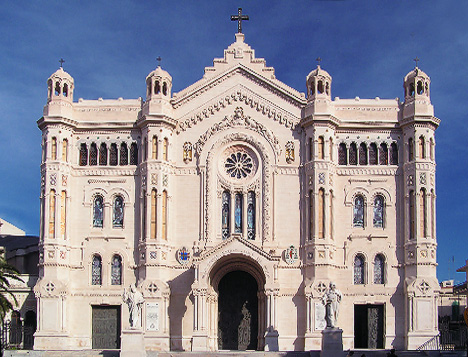
Kathedrale von Reggio Calabria
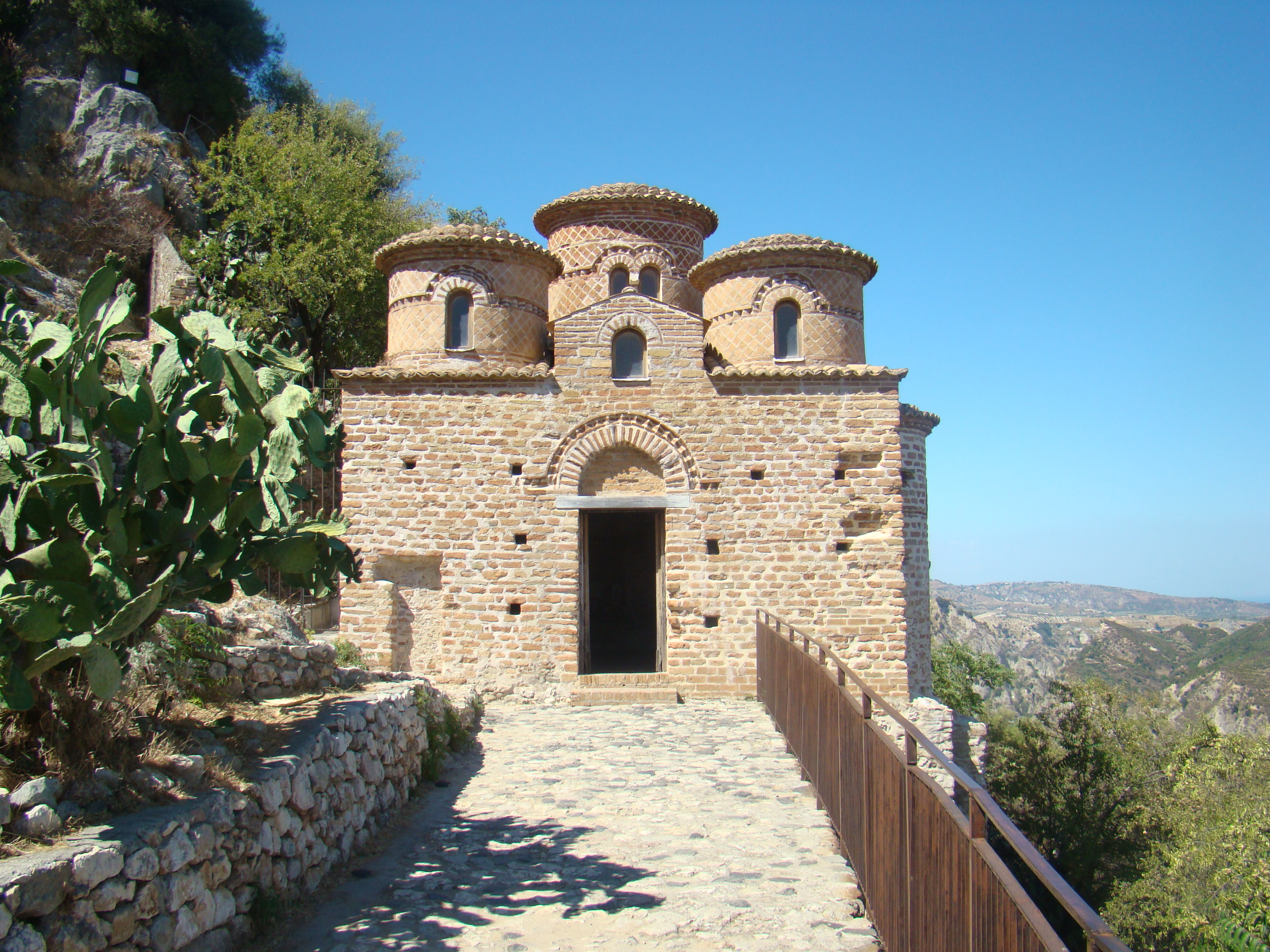
Cattolica in Stilo
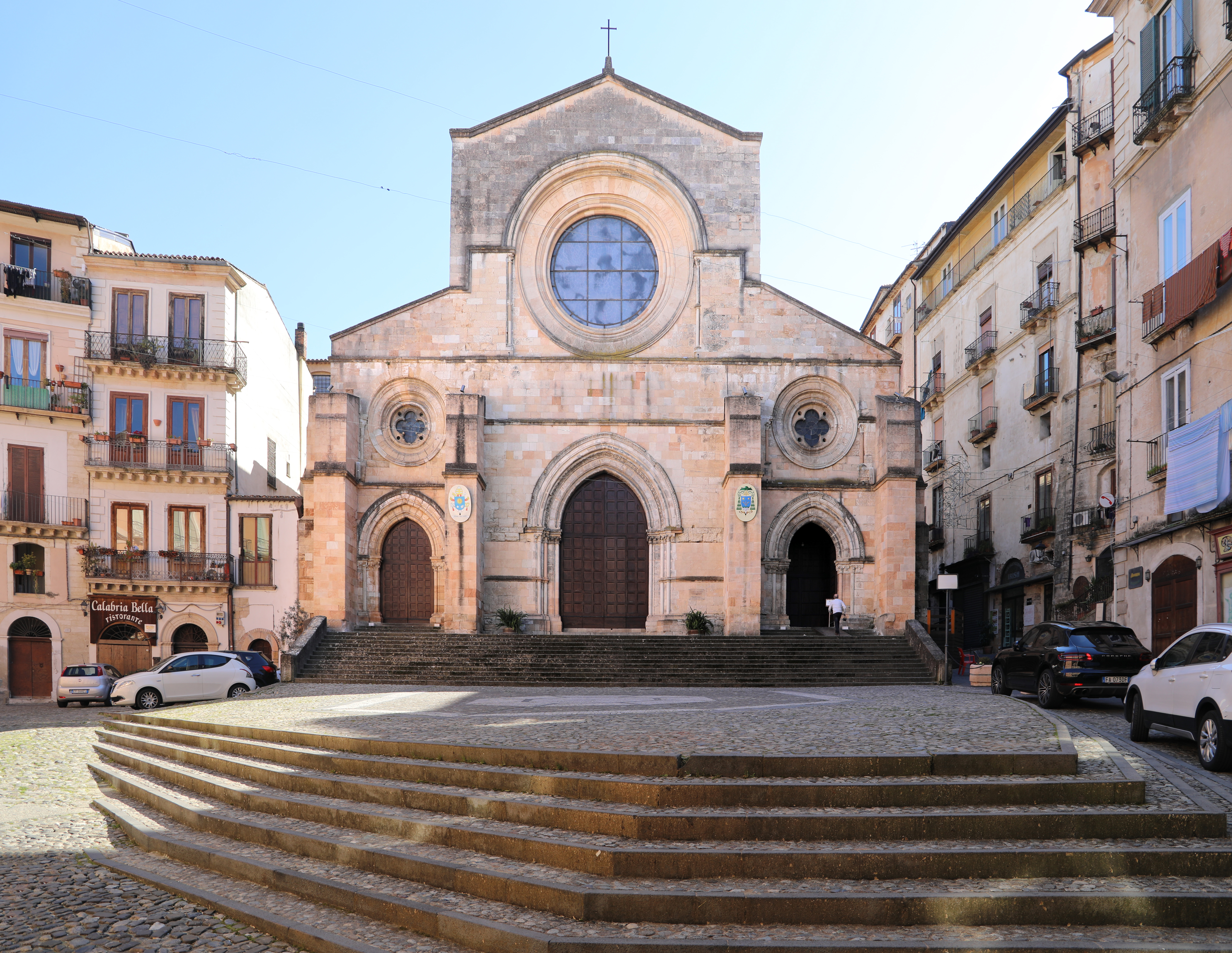
Dom von Cosenza
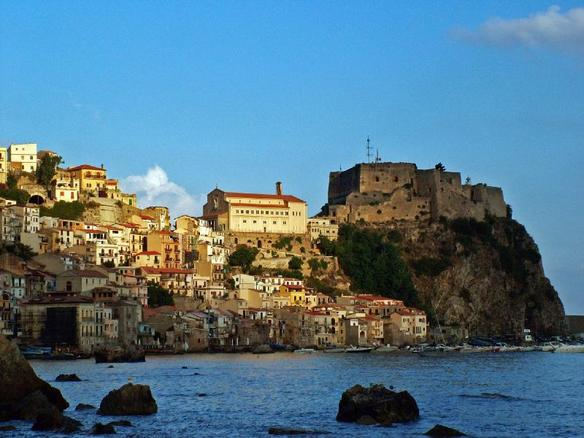
Scilla mit Kastell
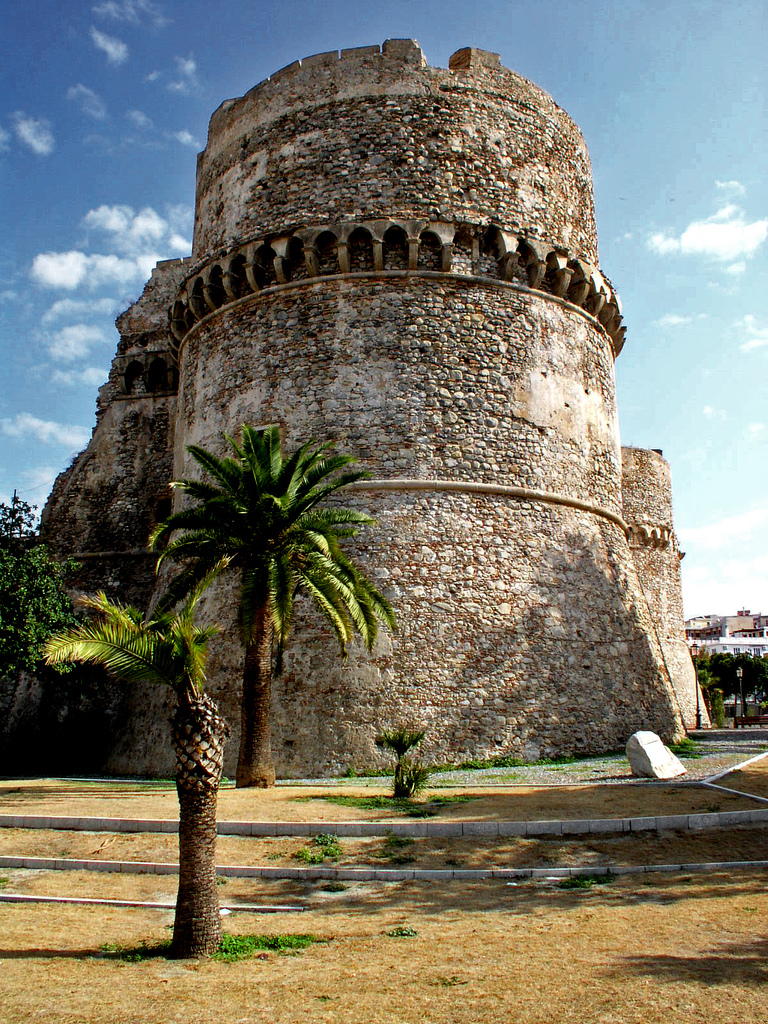
Castello aragonese in Reggio Calabria

### Malerei
Einer der bekanntesten Maler aus Kalabrien ist Mattia Preti, der durch seine Freskenmalerei im Barockstil berühmt wurde. Zu den Vertretern moderner Kunst zählt der Maler und Fotograf Mimmo Rotella, der einer der bedeutendsten italienischen Pop-Art-Künstler war.

### Volkskunst und Brauchtum
Zu den traditionellen Kunsthandwerken Kalabriens zählen die Holzschnitzerei, die Weberei, die Korbflechterei und die Herstellung von Keramikwaren. In den Gebirgsgegenden der Sila und der Serre werden Pfeifen und Musikinstrumente geschnitzt, im Aspromonte mit religiösen Motiven verzierte Haushaltsgegenstände. In der Weberei werden unterschiedliche Materialien wie Wolle, Baumwolle, Leinen und Hanf kombiniert und zu Stoffen und Flickenteppichen, den pezzare, verarbeitet.
Wichtigste Feiertage der Kalabresen sind neben Weihnachten und Ostern die Gedenktage der zahlreichen Schutzheiligen der verschiedenen Provinzen und Gemeinden. Der Schutzpatron Kalabriens ist Franz von Paola. Anlässlich der Feierlichkeiten finden aufwändige Prozessionen statt. Traditioneller Volkstanz Kalabriens ist die Tarantella.

### Küche

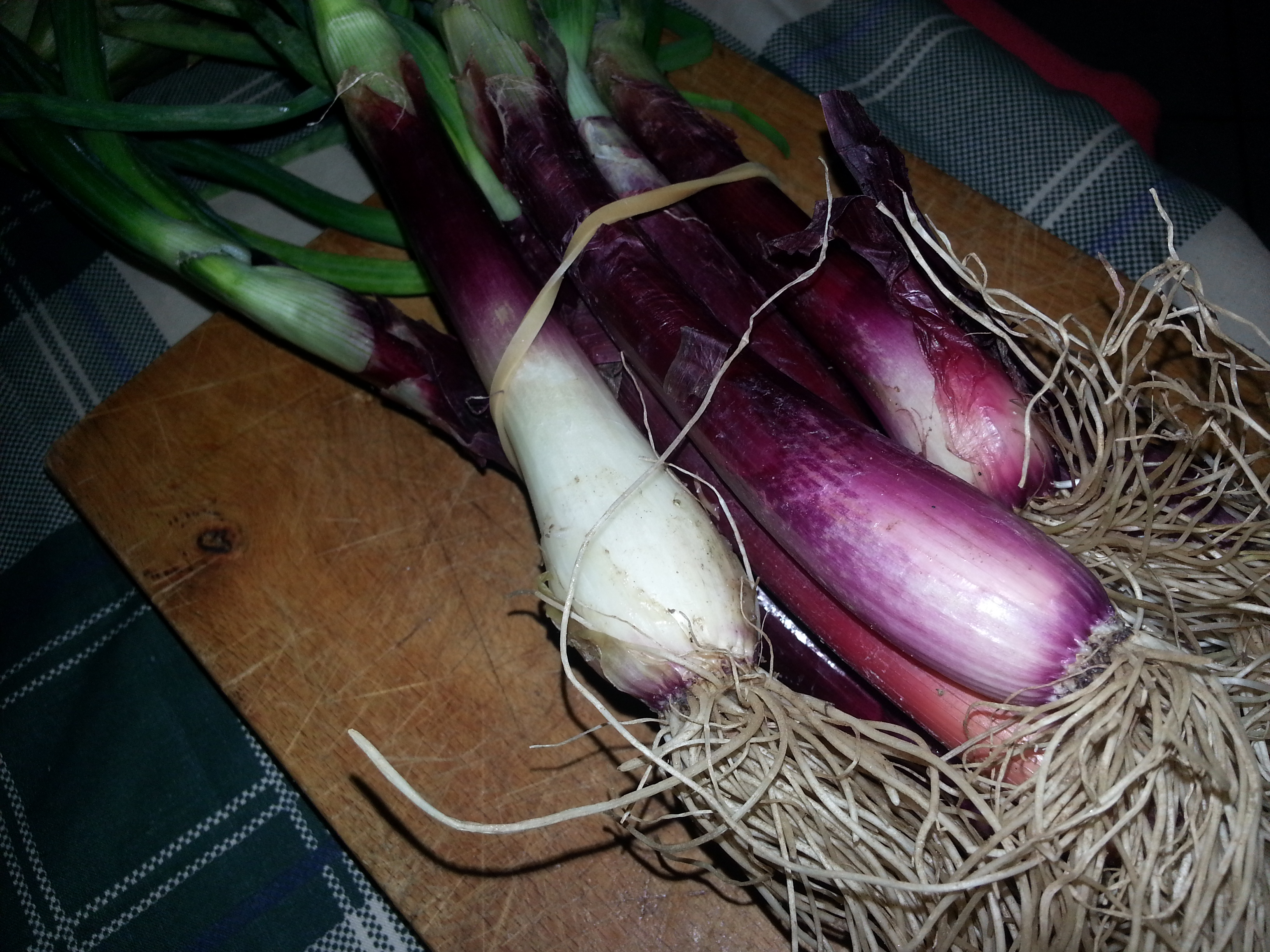
Cipolla Rossa di Tropea

Fester Bestandteil der kalabresischen Küche sind Peperoncini, die im 16. Jahrhundert aus Amerika nach Kalabrien gebracht wurden, und die rote Zwiebel Cipolla Rossa di Tropea Calabria IGP (g.g.A.) aus Tropea, die vor etwa 2000 Jahren von den Phöniziern eingeführt wurde. Aufgrund starker Einflüsse durch die albanischen und griechischen Zuwanderer seit dem Mittelalter deckt die Küche Kalabriens ein vielfältiges Spektrum an Gerichten ab.
Deftige Kost bestimmt die Gebirgsküche aus dem Aspromonte, dem Monte Poro und der Sila. Der Thunfisch- (in Pizzo) und Schwertfischfang (an der Costa Viola) ist Schwerpunkt der leichten Mittelmeerküche an der Küste Kalabriens. Zahlreiche Gemüsesorten wie gegrillte Auberginen, gefüllte Artischocken, deftiges Paprikagemüse und gratinierte Zwiebeln dienen als Beilage der Hauptgerichte.
Lokale Fleischprodukte sind der Schweinenacken Capocollo di Calabria und die weiche Rohwurst ’Nduja, die als Brotaufstrich oder als Sauce zur Nudelsorte Fileja verwendet wird.
Eine Eisspezialität aus Kalabrien ist Tartufo di Pizzo.

## Sport
Beliebteste Sportart ist wie überall in Italien Fußball. Der Fußballverein Reggina 1914 aus Reggio Calabria wurde 1914 gegründet und spielt aktuell (nach Jahren in der Serie A) in der Serie B (2024/25). Heimspiele des Vereins finden im Stadio Oreste Granillo statt, das 27.454 Zuschauern Platz bietet. Cosenza Calcio 1914 und der FC Catanzaro spielen ebenfalls in der Serie B]. Der Verein FC Crotone spielt aktuell (Saison 2024/25 in der Serie C. Der wohl bekannteste kalabrische Fußballer ist der Fußballweltmeister von 2006, Gennaro Gattuso.